# World Rock’n’Roll Confederation
Die World Rock’n’Roll Confederation (WRRC) ist die internationale Dachorganisation der nationalen Verbände von Rock-’n’-Roll-Tanz für Amateure und Profis mit Sitz in Ljubljana.

## Ziele
Der Verband zielt auf die Förderung der körperlichen Ausbildung seiner Mitglieder durch sportliche Aktivitäten in Form von Rock ’n’ Roll als Turniertanz. Unter anderem durch die akrobatischen Variationen (Rock-’n’-Roll-Akrobatik), Rock ’n’ Roll, Boogie-Woogie, Lindy Hop und anderen Stilen, mit den Regeln der sportlichen Wettbewerbe.
Der Verband ist ein assoziiertes Mitglied der International Dance Sport Federation (IDSF), der General Association of International Sports Federations (GAISF), des  Internationalen Olympischen Komitees (IOC) sowie ein Mitglied des Sport-Forums der Europäischen Union.
Der Deutsche Rock ’n’ Roll und Boogie-Woogie Verband (DRBV) ist der mitgliederstärkste Nationalverband in der WRRC.
Die Swiss Rock ’n’ Roll Confederation (SRRC) sowie der Österreichische Rock’n’Roll und Boogie-Woogie Tanzsportverband (ÖRBV) sind Mitglieder in der WRRC.

## Geschichte der WRRC
Im Jahr 1974 wurde die Europäische Rock’n’Roll Association (ERRA) in vier Ländern (Italien, Frankreich, Deutschland und Schweiz) gegründet. Weitere Länder wie Österreich, die Niederlande, Dänemark und Schweden wurden schnell angeschlossen.
Als Kanada ein paar Jahre später Mitglied wurde, wurde der ERRA umbenannt und die WRRA (World Rock’n’Roll Association) war geboren. Parallel dazu gab es auch andere internationale Rock-’n’-Roll-Gruppen, die FMDJ oder die Fédération Mondial de Dance de Jazz.
Im Jahr 1984 wurden die beiden Verbände FMDJ und die WRRA zur heutigen World Rock’n’Roll Confederation fusioniert. Zur gleichen Zeit wurden die WRRA und FMDJ aufgelöst. Seit 1992 hat die Unterscheidung zwischen Amateuren und Profis aufgehört zu existieren.
Im Frühjahr 1994 wurde die WRRC als assoziiertes Mitglied der International Dance Sport Federation (IDSF) gegründet. Als Ergebnis der vorläufigen Anerkennung der IDSF im April 1995 durch den Vorstand des Olympischen Komitees ist die Anerkennung auch für die WRRC gewährt. Rock ’n’ Roll hat sich in den letzten 20 Jahren zu einem Hochleistungssport entwickelt. Mehr als 31 Nationen gehören heute zu den WRRC.
Das Präsidium des WRRC besteht aus fünf Mitgliedern. Präsidentin ist gegenwärtig (September 2023) Miriam Kerpan Izak (Slowenien), Ehrenpräsidenten Wolfgang Steuer (Deutschland) und Daniel Bachmann (Schweiz).

## Meisterschaften
Jedes Jahr richtet der Verband internationale Meisterschaften im Rock ’n’ Roll, Boogie-Woogie, Lindy Hop und Bugg aus und prüft regelmäßig die Beurteilungen der Wertungsrichter.

### Jährliche Meisterschaften
- 6 World Masters Turniere für Paare
- Europa- und Weltmeisterschaften für Paare, Formationen und Junioren
- Weltmeisterschaften für Junioren und Boogie-Woogie-Paare

## Ranglisten
Die internationalen Rankings enthalten über 200 Paare. Abhängig von der Größe der nationalen Verbände, die einschließlich der Junioren und Formationen, zwischen 20 und 2.000 Paare umfassen. Um die Bewertung der Richter und die Wettbewerbs-Systeme transparenter zu gestalten, tanzen die Paare in den wichtigsten Runden der Master-Wettbewerbe auch in einem „knock-out System“ gegeneinander.
Das öffentliche Interesse an den nationalen Veranstaltungen hat in den letzten Jahren stark zugenommen. Fast alle wichtigen internationalen Meisterschaften wurden seit 1990 im Fernsehen ausgestrahlt. Auch eine Reihe von Sponsoren ist mit dem WRRC und dem Rock-’n’-Roll-Sport verbunden. Verordnungen über Werbung und Fernsehen, die 1989 erstellt wurden, helfen der WRRC, ihre Veranstaltungen vor allem im Interesse der tanzenden Paare zu vermarkten.

## Belege
1. ↑  Members. WRRC - World Rock'N'Roll Confederation, abgerufen am 7. April 2023 (amerikanisches Englisch).